# バスケットボールリベリア代表
バスケットボールリベリア代表（バスケットボールリベリアだいひょう、Liberia men's national basketball team）は、リベリアバスケットボール連盟により国際大会に派遣される男子バスケットボールのナショナルチームである。

## 歴史
1983年アフリカ選手権でトップ10入りを果たしたのが最高成績
アフリカ選手権の出場は現時点で2007年が最後の出場 。
Afrobasket.comによると2013年を最後に表立った活動はされていない。

## 主な国際大会成績
- オリンピック
  - 出場なし
- ワールドカップの成績
  - 出場なし
- アフリカ選手権の成績
  - 1983年 ― 9位
  - 2007年 ― 16位